# Shintarō Morimoto
Shintarō Morimoto (森本 慎太郎?, Morimoto Shintarō; Kanagawa, 15 luglio 1997) è un attore e cantante giapponese, inizia la sua carriera come tarento.
Fratello minore di Ryūtarō Morimoto (ex membro della boy band Hey! Say! JUMP), è entrato a far parte come tirocinante della scuderia Johnny & Associates nel 2006: nonostante la sua giovanissima età ha saputo subito distinguersi nei ruoli interpretati in vari dorama di successo, affiancando i senpai Ryōsuke Yamada e Yūma Nakayama.
Debutta come protagonista nel dorama di stampo scolastico Shiritsu Bakaleya Kōkō dove interpreta il ruolo del capo della banda maschile dell'istituto che si oppone all'ingresso delle ragazze (interpretate dalle AKB48). In seguito fa la parte di Kunio nella nuova versione live action dedicata a Great Teacher Onizuka.
Il suo cantante preferito è Hideaki Takizawa.

## Filmografia

### Dorama
- 2007: Juken no Kamisama - Saionji Tadatsugu (NTV)
- 2008: Battery (serie televisiva) - Harada Seiha (NHK)
- 2009: Koishite Akuma (Fuji TV)
- 2009: Hataraku Gon! (NTV)
- 2011: Hidarime Tantei Eye (ep4)
- 2012: Shiritsu Bakaleya Kōkō - Tatsuya Sakuragi
- 2012: Great Teacher Onizuka (serie televisiva 2012) + SP (Fuji TV- Kunio Murai, Classe 2-4))
- 2013: Kasuka na Kanojo (Fuji TV) - Ryosuke Nezu, Classe 3-2)

### Cinema
- 2009: Snow Prince: Kinjirareta koi no melody
- 2012: Shiritsu Bakaleya Kōkō (film)